# Счастье на час
«Счастье на час» (кит. 幸福時光) — кинофильм режиссёра Чжан Имоу, вышедший на экраны в 2000 году. Лента частично основана на рассказе Мо Яня.

## Сюжет
Немолодой и небогатый мужчина по имени Чжао решил в очередной раз жениться. Его избранница, живущая вместе с сыном-подростком и слепой падчерицей У, хочет, чтобы свадьба прошла как следует, а для этого нужны как минимум 50 тысяч юаней. Перед Чжао встает проблема: где взять такие деньги? Вместе со своим другом Фу они организуют бизнес — приспосабливают старый автобус, находящийся в парке, для нужд желающих уединиться парочек. Это заведение получает название «Счастье на час» и в устах Чжао приобретает размах настоящего отеля. Желая избавиться от падчерицы, невеста Чжао уговаривает его взять У, умеющую делать массаж, на работу в «отель». После некоторого замешательства Чжао при помощи друзей устраивает для слепой девушки «массажный салон» прямо в помещении заброшенного завода.

## В ролях
- Чжао Бэньшань — Чжао
- Дун Цзе — У Ин
- Дун Лифань — мачеха
- Фу Бяо — Маленький Фу
- Ли Сюэцзянь — Ли
- Лэн Цибинь — сводный брат У
- Ню Бэнь — Старый Ню

## Награды
- 2002 — три приза кинофестиваля в Вальядолиде: приз «Серебряный шип», приз ФИПРЕССИ (оба — Чжан Имоу), приз лучшей актрисе (Дун Цзе).